# Anna Koivunen
Anna Koivunen, född den 6 november 2001, är en finländsk fotbollsspelare. Hon representerar damallsvenska Djurgårdens IF och det finländska landslaget.

## Biografi
Koivunen inledde sin seniorkarriär i det finländska laget Pyrkivä 2014 och spelade därefter för TPS och HJK Helsingfors. År 2021 flyttade hon till Sverige och spelade först för Linköping FC. Hon har även spelat för IFK Kalmar och Brommapojkarna innan hon 2025 började spela för Djurgårdens IF. Hon har även representerat det finländska damlandslaget där hon debuterade 2023.